# Krefelder Promenade

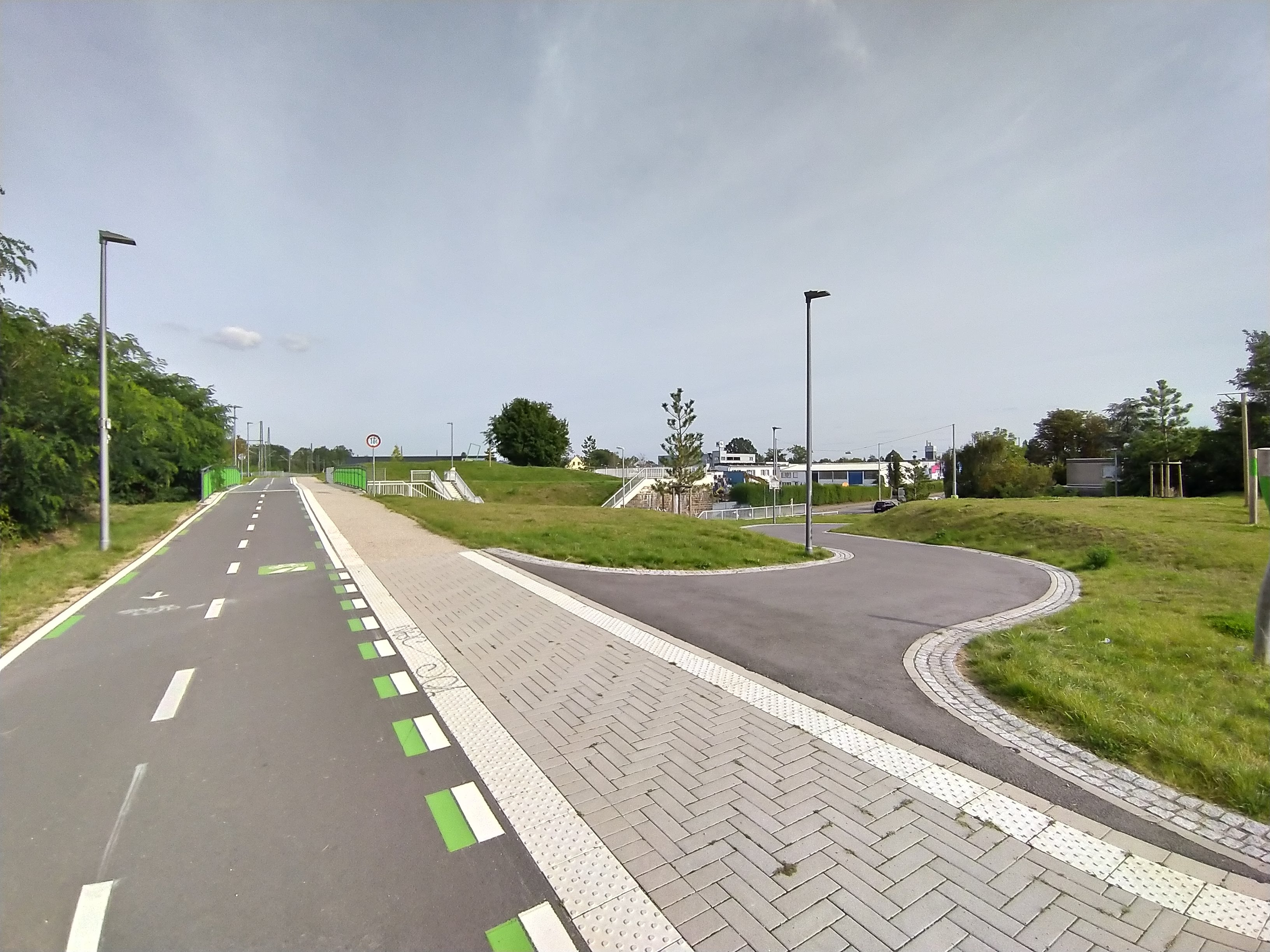
Die Krefelder Promenade zwischen Abschnitt 8 und 9, zweistreifig mit Fahrbahnmarkierungen und Fußweg

Die Krefelder Promenade soll eine 14,5 km lange Fahrradverbindung vom Bahnhof Forstwald zum Bahnhof Uerdingen werden. Von geplanten 16 Bauabschnitten wurden 4 bereits fertiggestellt.

## Chronik
| Jahr          | Ereignis |
| ------------- | --- |
| März 1999     | Der Fachbereich Stadtplanung und Bauaufsicht stellt die Studie Stadt- und Bahnperspektiven: Krefelder Promenade – Bahnhöfe – Entwicklungsareale vor, die behandelt, was mit den Gebieten um die ehemalige Bahntrasse Mönchengladbach – Krefeld – Duisburg geschehen soll. Hier wird das Projekt Krefelder Promenade als Ost-West-Freizeitachse für Radfahrer, Inline-Skater und Fußgänger zwischen Forstwald und Uerdingen geboren. Der Weg soll an den Krefelder Bahnhöfen vorbeiführen, um multimodalen Verkehr zu ermöglichen, und an bestehende Radwanderrouten am Niederrhein angeschlossen werden. Im originalen Konzept wurde noch mit 16,5 km geplant. |
| 2001–2003     | Die Stadt nimmt an einem Moderationsverfahren mit mehreren Workshops teil Die Verhandlungen mit der Deutschen Bahn sind nicht erfolgreich. |
| 2002          | Der Konzeption wird eine Kostenabschätzung hinzugefügt. |
| 2006          | Die Promenade wird Teil des Freiflächenplans. |
| Dezember 2013 | Das Büro Spiekermann aktualisiert im Auftrag der Stadt die Studie von 1999. |
| 2015          | Die Stadt nimmt die Promenade in den Flächennutzungsplan auf. |
| August 2020   | Als Erstes von 16 Streckenabschnitten werden die Abschnitte 8 & 9 mit 1,6 km ab der Hauptfeuerwache Richtung Osten entlang der Bahnschienen bis Trift eröffnet. Neben dem Weg wurden Bäume gepflanzt und unter anderem ein kleiner Park mit Sportgeräten angelegt. |
| Mai 2021      | Zwischen Oppum und Linn werden die entlang der Straßenbahntrasse der Linie 044 verlaufenden Abschnitte 10 & 11 mit insgesamt 2,1 km offiziell eröffnet. |
| Juni 2025     | Es wird bekannt, dass Teile der bereits fertiggestellten Abschnitte nicht verkehrlich gewidmet sind. Dies wird bekannt, als im Stadtrat die Nutzung der Fläche durch Autos thematisiert wird. |

## Aktueller Zustand
Einige der benötigten Flächen befinden sich immer noch in privater Hand oder im Eigentum der Deutschen Bahn.
Der erste vollendete Teilabschnitt endet an einer Absperrung an der Trift, da auf eine Brückensanierung der Bahn gewartet werden muss. Voraussichtlich ist diese 2023 abgeschlossen und es kann mit 2024 eine Zugangsrampe für die Promenade und den Hügelpark gebaut werden. Es wurden bereits über 7,5 Millionen Euro für das Projekt aufgewandt.

## Unterschied zu einem Radschnellweg
Die Krefelder Promenade ist kein Radschnellweg, ist aber auch nicht als solcher, sondern als multifunktionale Freizeitachse geplant. Ein Radschnellweg, der in beide Richtungen befahren werden kann, muss mindestens 4 Meter breit sein. Für die Promenade sind eine Gesamtbreite von 5,5 Metern, wovon 3 Meter Radweg und 2,5 Meter Fußweg sein sollen, gewünscht.
Innerstädtische Radschnellwege sollten durchgehend beleuchtet sein und über ein eigenes Logo verfügen. Beides ist für die Promenade bislang nur geplant.

## Kritik

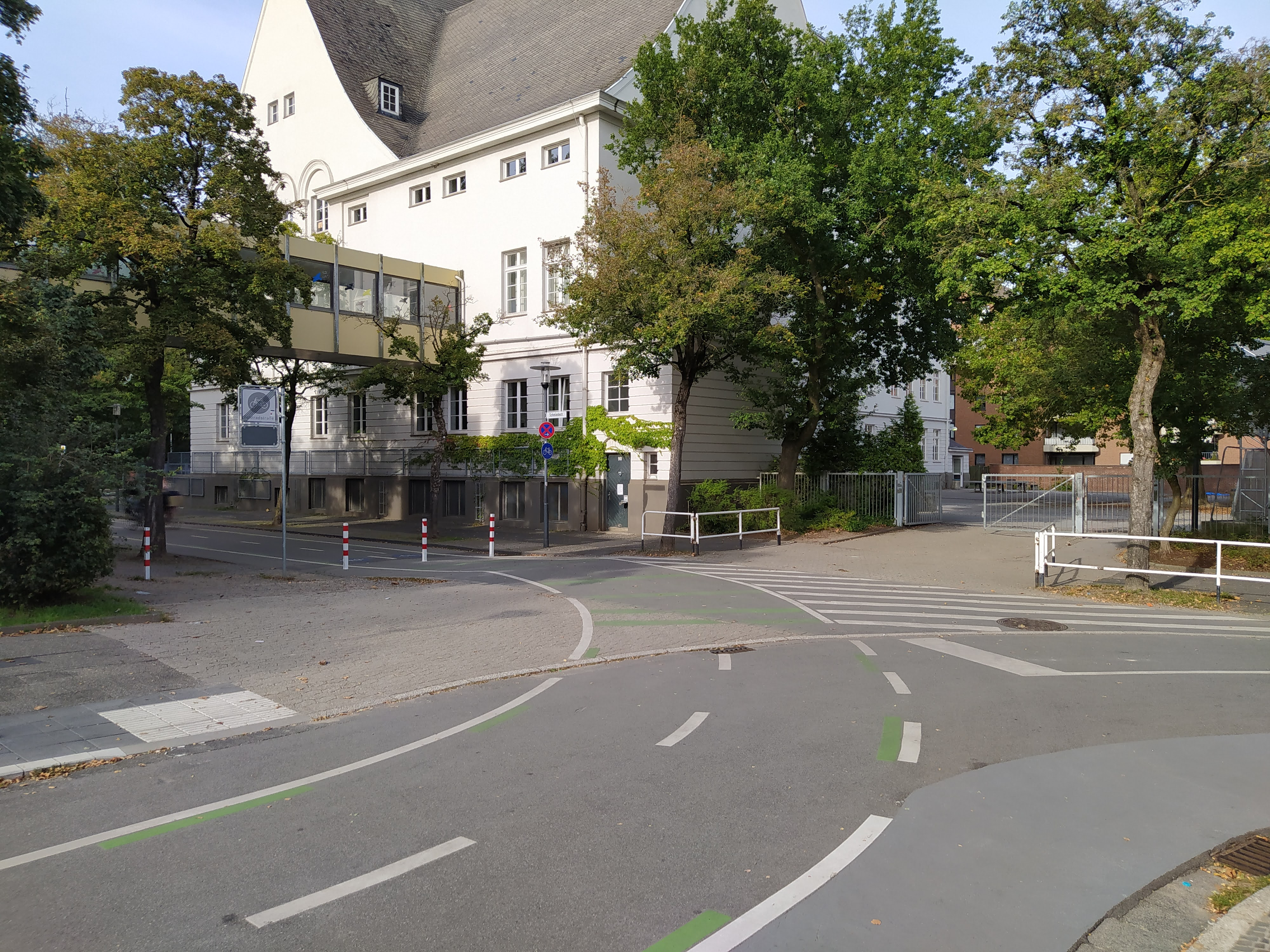
Die Krefelder Promenade führt an der Oppumer Gesamtschule vorbei.

Die Route der Strecke führt am Schulhof der Gesamtschule Oppum vorbei. Eltern befürchten daher Verkehrsunfälle. Verkehrsschilder und eine Hecke sollen Unfälle vermeiden, langfristig soll aber der Streckenverlauf geändert und weiter parallel zur Straßenbahn führen.

## Vandalismus

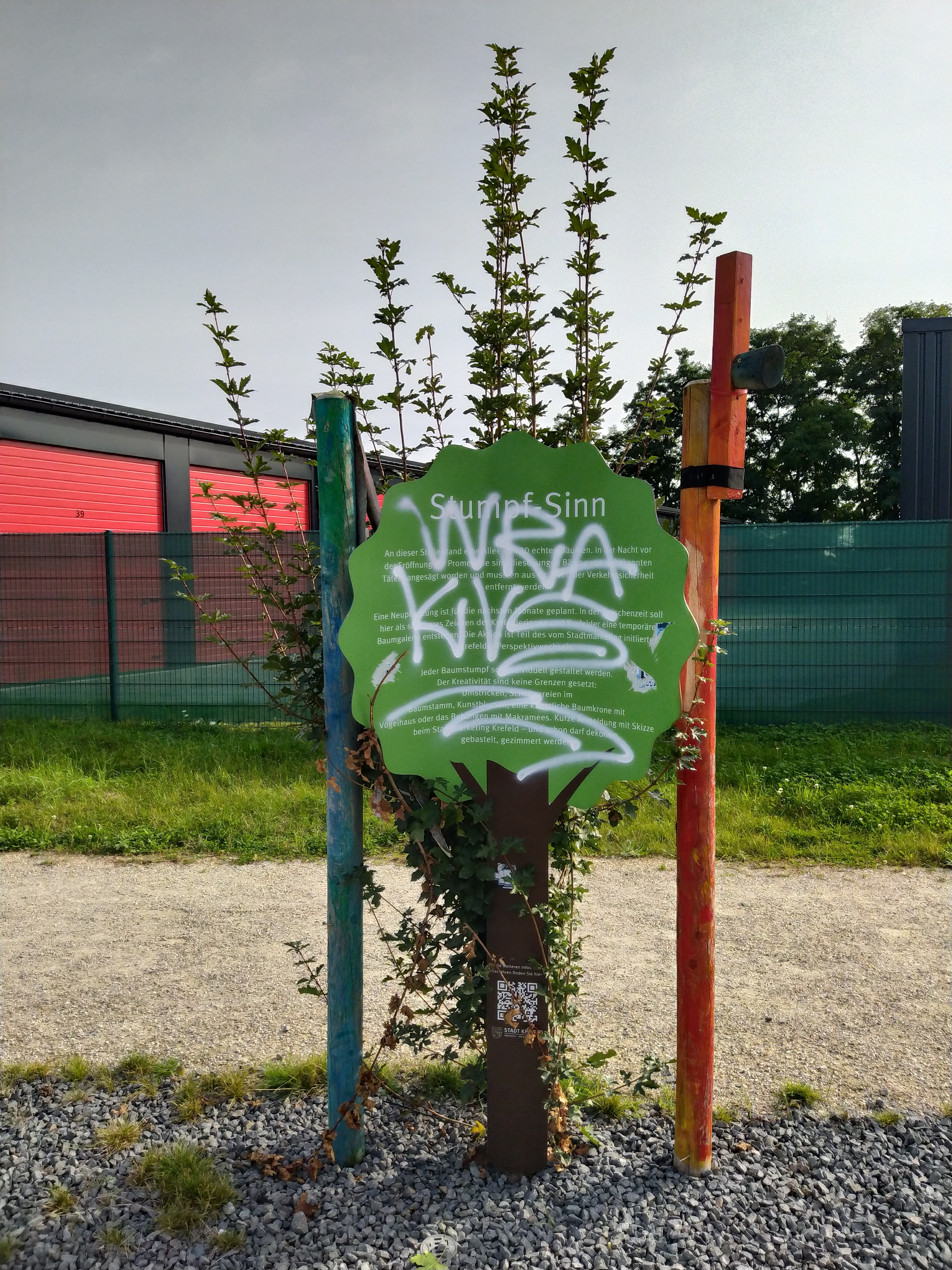
Mittlerweile wurden neue Bäume gepflanzt.

In der Nacht zum 2. August 2021, dem offiziellen Eröffnungstermin des ersten Streckenabschnittes, wurden 29 der 60 Säulenahornbäume, die wenige Zentimeter neben der Strecke gepflanzt wurden, angesägt. Auf den Fahrradweg wurde „Wurtzelschäden Preventions Massnahme“ gesprüht. Auf Twitter solidarisierten sich einige Fahrradaktivisten mit der Aktion, da sie befürchteten, dass die Bäume den neuen Fahrradweg mit ihren Wurzeln in Zukunft aufbrechen würden.
Es soll ein Schaden von 50.000 € entstanden sein; der Staatsschutz ermittelte.
Das Stadtmarketing rief die Aktion Stumpf-Sinn aus, in der Bürger die stehenden Baumstümpfe frei gestalten durften.

## Zukunft
Auf dem Willy-Brandt-Platz zwischen Hauptbahnhof und Fabrik Heeder soll eine Mobilstation errichtet werden. Im Bereich Voltastraße werden neue Brücken benötigt. Es wird mit hohen Kosten gerechnet.
Perspektivisch soll es möglich sein, mit dem Fahrrad aus den Niederlanden über Krefeld zum Ruhrschnellweg 1 zu radeln.

## Bildergalerie

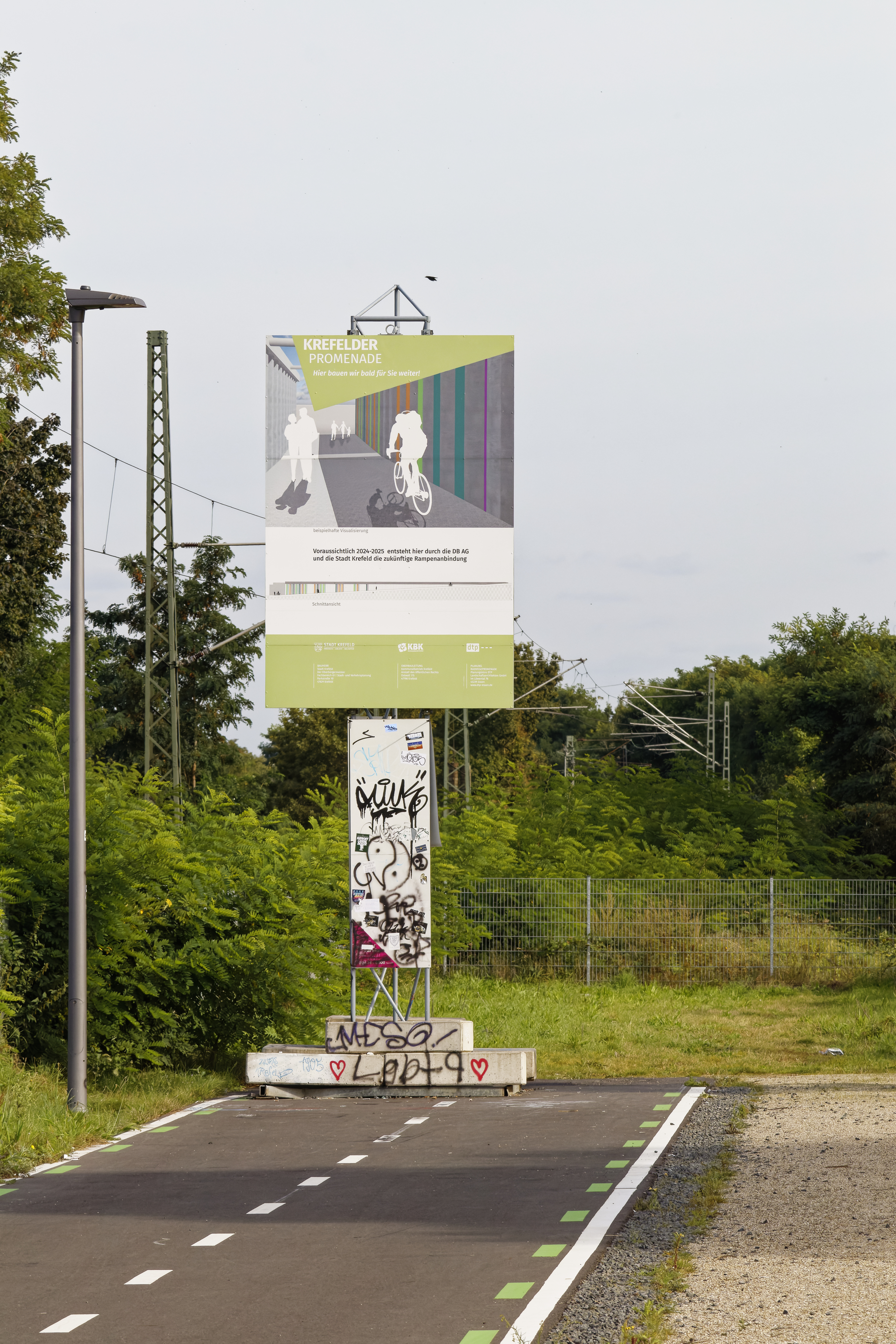
Abschnitt 9 endet bisweilen mit einem Schild, das eine Rampe bis 2025 verspricht.
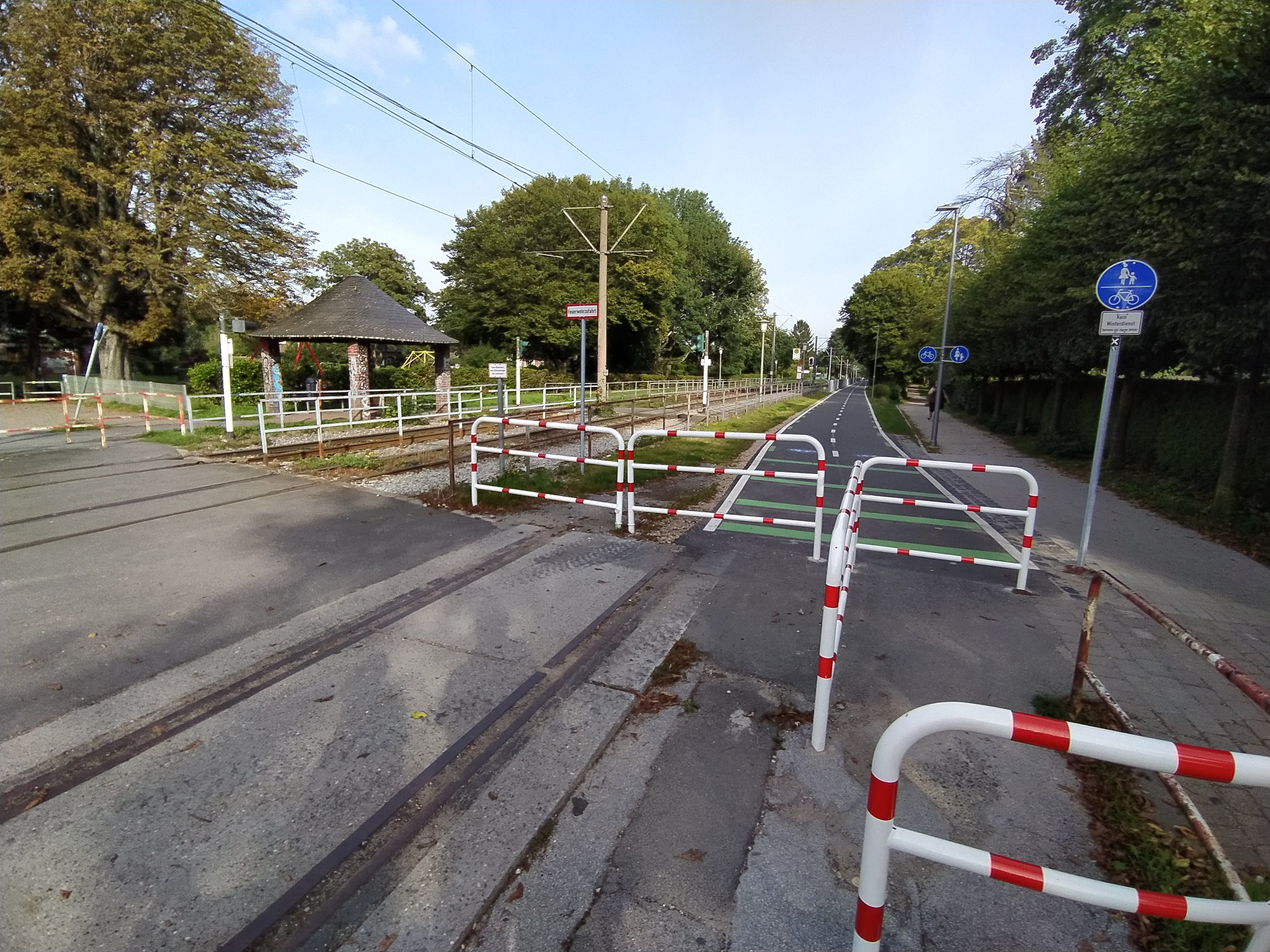
In Oppum auf Abschnitt 10 wird die Promenade dreimal mit einer Straßenüberquerung unterbrochen.
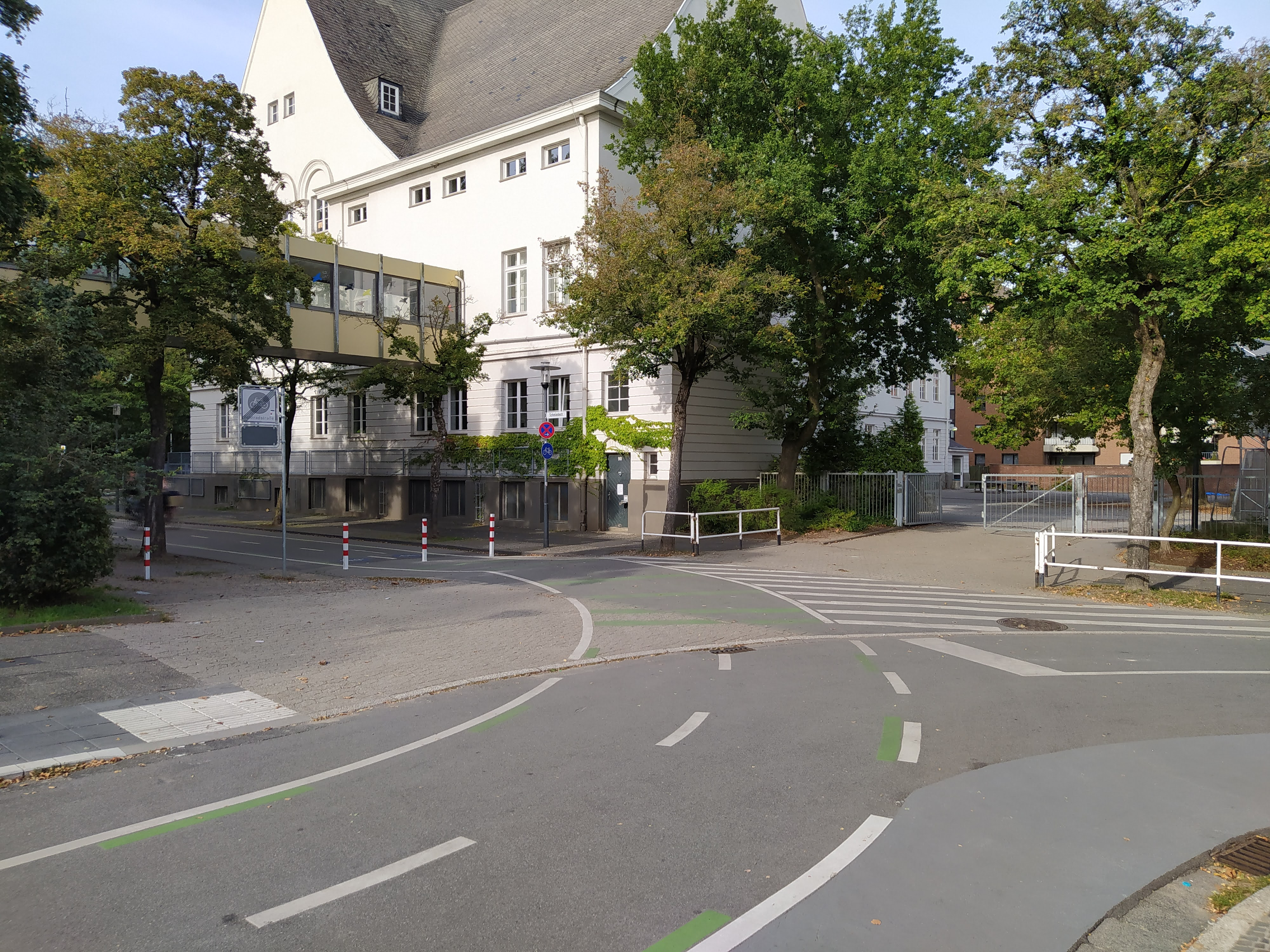
Die Promenade führt an der Gesamtschule Oppum vorbei.
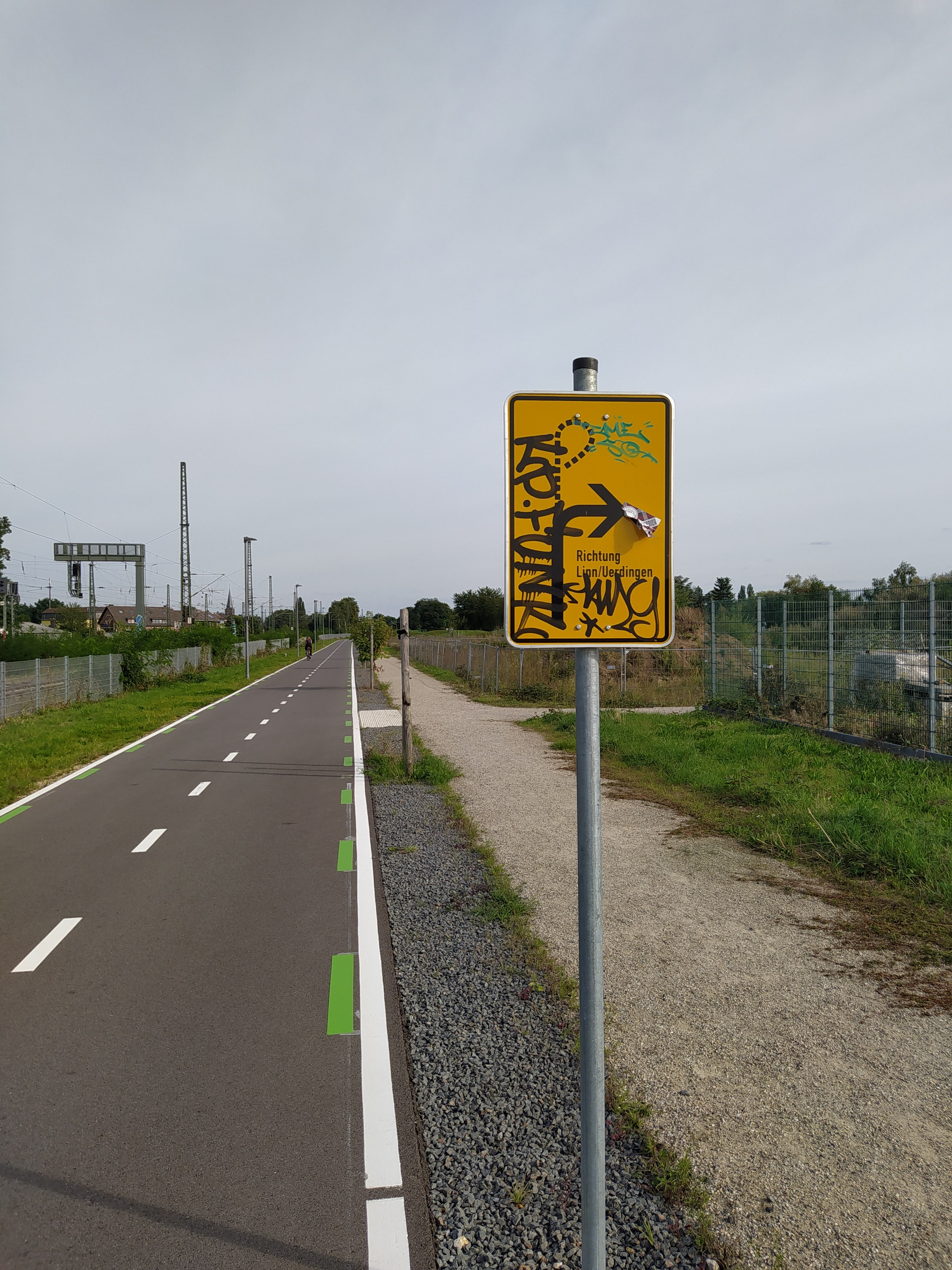
Ein Schild weist auf eine Ausfahrt von Abschnitt 9 hin, um Abschnitt 10 zu erreichen.
An der Sackgasse ist ein sogenannter Hügelpark mit Sportelementen errichtet worden. Links ist die Bahntrasse zu sehen.
Die Einfahrt zu Abschnitt 8, dem ersten geöffneten Teil des Wegs.